# 米克斯塔特

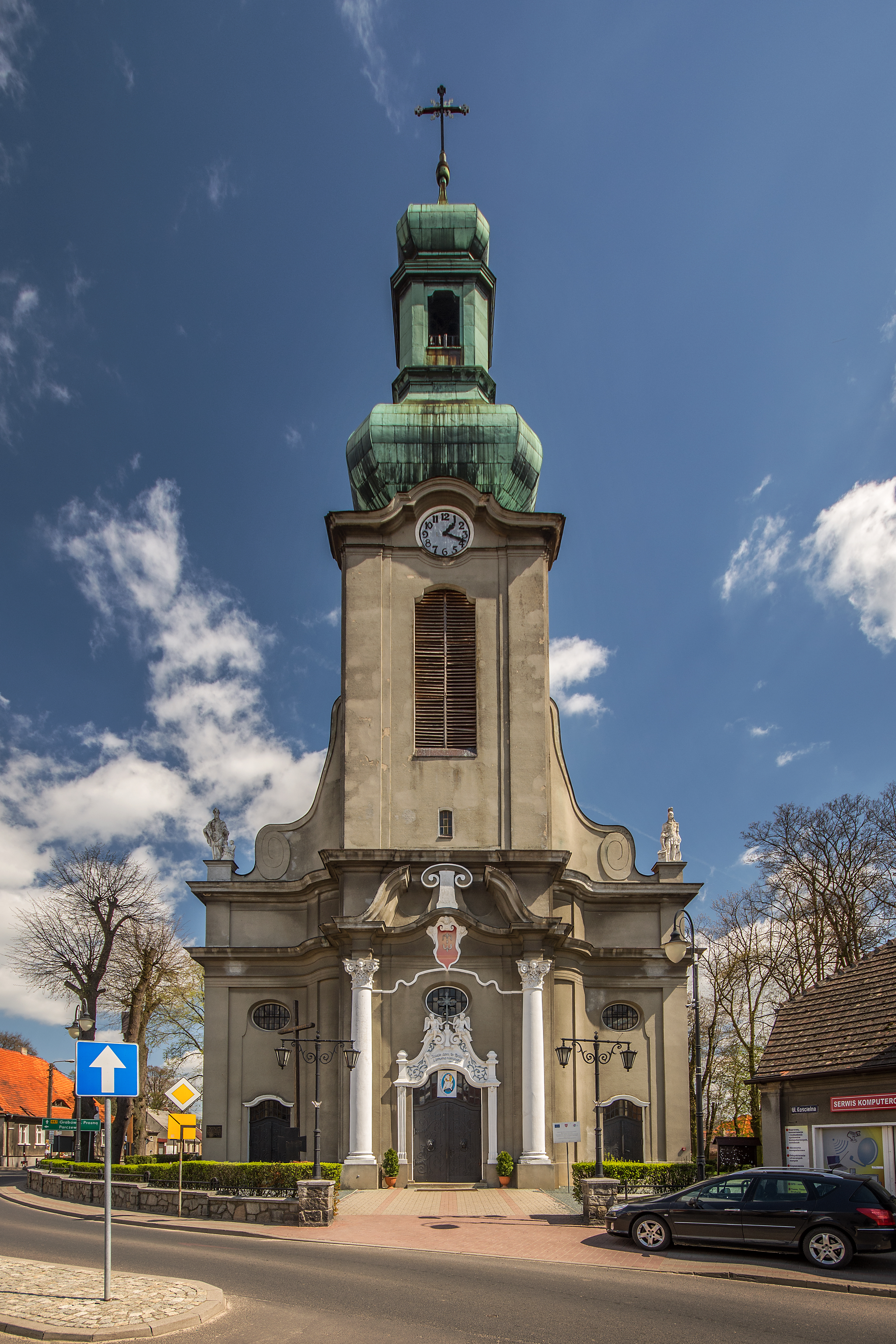
米克斯塔特的一座建筑

米克斯塔特是波蘭的城鎮，位於該國中部，距離大波蘭地區奧斯特魯夫17公里，由大波蘭省負責管轄，面積2.49平方公里，海拔高度215米，2010年人口1,835。
51°32′0″N 17°58′20″E / 51.53333°N 17.97222°E